# والنتین (گنوسی)
والنتین، یکی از عارفانِ بزرگِ سدهٔ دوم میلادی، در حدود ۱۰۰ م. در مصر زاده شد. در سال‌های ۱۳۵ تا ۱۶۰ م. در روم به تعلیم پرداخت. سپس به اسکندریه رفت و حدود ۱۸۰ م. در همان‌جا در گذشت.وی دارای گرایشات گنوسی بود

## باورهای والتین
والنتین به موجودی ازلی و بی‌کرانه اعتقاد داشت که ناشناخته مانده‌بود. این نیای ازلی، چهار قوهٔ بی‌کرانگی، تفکر، عقل و حقیقت را آفرید. از این چهار عنصر، پدر و مادرِ همه‌چیز به وجود آمدند. کمال و سوفیا نیز واپسین آفریده‌های او بودند.
از میانِ این آفریده‌های مینویی، تنها عقل بود که خدا، یا نیای ازلی را می‌شناخت. پس عقل خواست که به دیگر آفریده‌ها نیز خداوند را بشناساند. در این میانه، سوفیا نه تنها به شناخت خداوند نایل نشد، بلکه به شهوت و عشق درغلتید، اما هماره آرزو داشت که به معرفت دست یابد. آرزویی محال که او را به قعر بی‌کرانگی درافکند. قدرتی آسمانی او را نجات داد، شهوت را از او دور کرد و او را به بهشت فراز آورد. اما اندوهِ نشناختنِ خداوند در سوفیا ماند و باز گمراه شد. اندوه و گمراهیِ سوفیا همه را مبهوت و مقهور کرد. همه اندیشیدند که آیا راه نجاتی خواهد بود؟
آن‌گاه مسیح و روح‌القدس به پیدایی آمدند. آنان وظیفهٔ نجاتِ سوفیا و برقراریِ آرامش را سرلوحهٔ کار خویش قرار دادند. مسیح، گنوس (=معرفت) را به ارمغان آورد و عیسی، زادهٔ دیگرِ آسمانی، وظیفهٔ نجات‌بخشی را بر عهده دارد.

### آفرینش جهان
جهانِ مادی در نظر والنتین به دست سوفیایِ زیرین آفریده می‌شود. سوفیای زیرین بازماندهٔ همان سوفیای گمراه است که به روشنی و کمال دست نیافت و به معرفت نرسید. آدمیان و همهٔ موجودات مادی از اصل آسمانیِ خود بی‌خبرند و در جهل مطلق به سر می‌برند. اما روحِ پنهانِ نهاده‌شده در آن‌ها، می‌تواند شکوفا شود و به معرفت رسد.
در نگرش والنتینی نیز با همهٔ روایاتِ اسطوره‌ای‌اش، سخن از دربند شدنِ روح در تنِ مادی است و نجاتِ روح، شرطِ اصلیِ رستگاری است.